# Shykhbagy
Shykhbagy (azerbajdzjanska: Şıxbağı) är en ort i Azerbajdzjan.   Den ligger i distriktet Zərdab Rayonu, i den centrala delen av landet, 180 km väster om huvudstaden Baku. Antalet invånare är 396.
Terrängen runt Shykhbagy är mycket platt. Närmaste större samhälle är Zardob, 12,1 km nordväst om Shykhbagy.
Trakten runt Shykhbagy består till största delen av jordbruksmark. Runt Shykhbagy är det ganska tätbefolkat, med 58 invånare per kvadratkilometer.